# Guns n' Wankers
Guns n' Wankers és un grup de punk rock anglès format per exmembres de Snuff i de la banda de rock anglesa The Wildhearts a principis de la dècada del 1990. El grup estava format per Duncan Redmonds (veu i guitarra), Pat Walters (bateria i veu) i Joolz Dean (baix i veu). Els tres van formar la banda el mateix dia que Snuff va tocar el seu concert de comiat (ara reformat) al Kilburn National Club.
Després de fer una gira pel Regne Unit amb Leatherface, NOFX i Wat Tyler, el grup va realitzar alguns enregistraments publicats en forma d'EP a través de Rugger Bugger Records i compilats posteriorment per Fat Wreck Chords.
Guns n' Wankers es va separar a causa de la reconstitució de Snuff. Pat Walters va passar a tocar amb el cantant i compositor Marc Carroll a The Hormones i Joolz Dean va formar la el grup de punk rock Dogpiss.
La cançó «Skin Deep» es va publicar a l'àlbum recopilatori de Fat Wreck Chords Fat Music for Fat People (1994).

## Discografia
- Pop (1994)
- Metal (1994)
- Hardcore (1994)
- Silly (1994)
- G 'N' W (1994)
- For Dancing and Listening (1994)
- Pop - Hardcore - Metal - Silly (The Complete Recordings '93-'94) (2019)